# FBI: Most Wanted
FBI: Most Wanted è una serie televisiva statunitense ideata da René Balcer, prodotta dal 2020 al 2025.
La serie è il primo spin-off del telefilm FBI ed è parte del media franchise The FBIs. Negli USA viene trasmessa dal 7 gennaio 2020 sulla CBS. In Italia è stata trasmessa su Italia 1 dal 5 agosto 2021.

## Trama
La serie è incentrata sul funzionamento di una divisione dell'FBI chiamata Most Wanted che ha il compito di rintracciare e catturare i criminali più famosi nella lista dei più ricercati della sezione.

## Episodi
| Stagione         | Episodi | Prima TV USA | Prima TV Italia |
| ---------------- | ------- | ------------ | --------------- |
| Prima stagione   | 14      | 2020         | 2021            |
| Seconda stagione | 15      | 2020-2021    | 2022            |
| Terza stagione   | 22      | 2021-2022    | 2022-2023       |
| Quarta stagione  | 22      | 2022-2023    | 2023            |
| Quinta stagione  | 13      | 2024         | 2024            |
| Sesta stagione   | 22      | 2024-2025    | 2025            |

## Personaggi e interpreti

### Personaggi principali
- Jess LaCroix (stagioni 1-3); interpretato da Julian McMahon e doppiato in italiano da Stefano Benassi. Agente speciale supervisore dell'FBI e capo della Fugitive Task Force. Vedovo e padre di Tali.
- Kenny Crosby (stagioni 1-3); interpretato da Kellan Lutz e doppiato in italiano da Paolo Vivio. Agente speciale dell'FBI ed ex ufficiale dell'intelligence dell'esercito.
- Sheryll Barnes (stagioni 1-6); interpretata da Roxy Sternberg e doppiata in italiano da Daniela Calò. Agente speciale dell'FBI e seconda in comando della squadra.
- Hana Gibson (stagioni 1-6); interpretata da Keisha Castle-Hughes e doppiata in italiano da Roisin Nicosia. Agente speciale dell'FBI e analista tecnico della squadra. Molto abile come hacker, fu scoperta da Jess a commettere un crimine informatico e l'uomo le aveva proposto di lavorare per l'FBI al posto della condanna al carcere.
- Clinton Skye (stagioni 1-2); interpretato da Nathaniel Arcand e doppiato in italiano da Riccardo Scarafoni. Agente speciale dell'FBI e cognato di LaCroix.
- Ivan Ortiz (stagioni 2-3); interpretato da Miguel Gomez e doppiato in italiano da Gabriele Sabatini. Agente speciale dell'FBI ed ex ufficiale di polizia.
- Kristin Gaines (stagioni 3-4); interpretata da Alexa Davalos e doppiata in italiano da Selvaggia Quattrini. Agente speciale dell'FBI ed ex agente della sezione di Miami. In passato ha partecipato a una missione sotto copertura che si è conclusa con il suo smascheramento da parte dei criminali che spiava, che si sono vendicati torturandola.
- Remy Scott (stagioni 3-6); interpretato da Dylan McDermott e doppiato in italiano da Fabio Boccanera. Agente speciale supervisore dell'FBI che sostituisce LaCroix come capo squadra della Fugitive Task Force.
- Ray Cannon (stagioni 4-6); interpretato da Edwin Hodge e doppiato in italiano da Marco Vivio. Agente speciale dell'FBI trasferito dall'ufficio crimini violenti ad Albany. Ha iniziato la sua carriera a New Orleans come poliziotto diventando poi detective. Si è laureato tra i migliori della sua classe a Quantico, seguendo le orme del padre in pensione, anch'egli agente dell'FBI.
- Nina Chase (stagioni 5-6); interpretata da Shantel VanSanten e doppiata in italiano da Francesca Manicone. Agente speciale dell'FBI che ha sostituito temporaneamente Maggie dopo che è stata esposta al gas sarin durante il servizio. È anche un'agente sotto copertura.

### Personaggi secondari
- Tali LaCroix (stagioni 1-3); interpretata da YaYa Gosselin e doppiata in italiano da Chiara Fabiano. Figlia di Jess.
- Nelson Skye (stagioni 1-2); interpretato da Lorne Cardinal. Suocero di Jess e nonno di Tali.
- Marilou Skye (stagioni 1-2); interpretata da Irene Bedard. Suocera di Jess e nonna di Tali.
- Jackie Ward (stagione 2); interpretata da Amy Carlson e doppiata in italiano da Alessandra Korompay. Cacciatrice di taglie.
- Byron LaCroix (stagioni 2-3); interpretato da Terry O'Quinn e doppiato in italiano da Rodolfo Bianchi. Padre di Jess e nonno di Tali.
- Sarah Allen (stagioni 2-3); interpretata da Jen Landon e doppiata in italiano da Barbara De Bortoli. Compagna di Jess.

## Produzione

### Sviluppo
Il 29 gennaio 2019 la CBS annuncia la realizzazione di un backdoor pilot all'interno di FBI, in previsione del primo spin-off. L'episodio viene trasmesso nella seconda parte della prima stagione, e si concentra sulla divisione dell'FBI con il compito di rintracciare e catturare i criminali più famosi nella lista dei più ricercati della sezione. Secondo il produttore esecutivo della serie Dick Wolf, lo spin-off è impostato per lanciare una serie di show connessi tra loro, simili a quelli di Law & Order e Chicago della NBC. Il 9 maggio 2019, la CBS ha annunciato che la serie è stata ordinata. Alcuni giorni dopo, è stato annunciato che la serie è stata presentata in anteprima a metà stagione 2019-2020 tra inverno e primavera del 2020. La serie viene presentata in anteprima il 7 gennaio 2020. Il 6 maggio 2020, la CBS ha rinnovato la serie per una seconda stagione. Nel marzo 2021 la CBS ha rinnovato la serie per una terza stagione, che debutta nel settembre 2021. A maggio 2022 la CBS ha rinnovato la serie per una quarta e una quinta stagione. A marzo 2025 la serie è stata cancellata per il calo di ascolti dopo sei stagioni e 108 episodi trasmessi.